# Setil (stacja kolejowa)
Setil (port: Estação Ferroviária do Setil) – stacja kolejowa w Cartaxo, w dystrykcie Santarém, w Portugalii. Jest obsługiwana wyłącznie przez pociągi regionalne. Stacja została otwarta 15 stycznia 1904.

## Historia
Odcinek między Virtudes i Ponte de Santana został otwarty w dniu 28 kwietnia 1858. 

## Linie kolejowe
- Linha do Norte
- Linha de Vendas Novas